# 21-й армейский пушечный артиллерийский полк
21-й армейский пушечный артиллерийский Выборгский полк — воинская часть Вооружённых Сил СССР в Великой Отечественной войне. Полк мог также фигурировать под названиями 21-й корпусной полк, 21-й армейский артиллерийский полк, 21-й пушечный артиллерийский полк

## История
Сформирован в январе 1942 года в составе 54-й армии как 51-й артиллерийский полк, 27 марта 1942 года переименован в 21-й армейский артиллерийский полк. На вооружении полка находились 152-мм гаубицы-пушки МЛ-20.
В действующей армии во время Великой Отечественной войны с 1 февраля 1942 года по 27 марта 1942 года как 51-й артиллерийский полк и с 27 марта 1942 года по 9 мая 1945 года как 21-й армейский артиллерийский полк.
Начал боевые действия в полосе 54-й армии в феврале 1942 года, с момента вступления в бой 4-го гвардейского стрелкового корпуса поддерживал его наступление. В составе полка имелась звукометрическая батарея, в полку активно использовались данные звукометрической, топографической и авиационной разведки, таким образом полк много времени уделял контрбатарейной стрельбе, уничтожая вражеские артиллерийские части. В полосе 54-й армии действует вплоть до конца 1942 года.
В январе 1943 года поддерживает огнём войска 2-й ударной армии в ходе операции по прорыву блокады Ленинграда, после которого, находясь в районе реки Чёрная, принимает участие в дальнейших боях, в частности, в ходе Мгинской операции лета 1943 года.
В 1944 году, поддерживая огнём 67-ю армию, проходит вместе с ней в ходе Ленинградско-Новгородской операции от Синявино до Луги, в марте 1944 года отведён в резерв, в мае 1944 года переброшен на Карельский перешеек. С июня 1944 года принимает участие в Выборгской операции, отличился при взятии Выборга. До сентября 1944 года находится в районе Выборга, после подписания перемирия с Финляндией остаётся на границе до конца войны.

## Подчинение
| Дата            | Фронт (округ)                                              | Армия             | Корпус | Дивизия | Примечания |
| --------------- | ---------------------------------------------------------- | ----------------- | ------ | ------- | ---------- |
| 01.02.1942 года | Ленинградский фронт                                        | 54-я армия        | -      | -       | -          |
| 01.03.1942 года | Ленинградский фронт                                        | 54-я армия        | -      | -       | -          |
| 01.04.1942 года | Ленинградский фронт                                        | 54-я армия        | -      | -       | -          |
| 01.05.1942 года | Ленинградский фронт                                        | 54-я армия        | -      | -       | -          |
| 01.06.1942 года | Ленинградский фронт (Группа войск Волховского направления) | 54-я армия        | -      | -       | -          |
| 01.07.1942 года | Ленинградский фронт (Волховская группа войск)              | 54-я армия        | -      | -       | -          |
| 01.07.1942 года | Волховский фронт                                           | 54-я армия        | -      | -       | -          |
| 01.08.1942 года | Волховский фронт                                           | 54-я армия        | -      | -       | -          |
| 01.09.1942 года | Волховский фронт                                           | 54-я армия        | -      | -       | -          |
| 01.10.1942 года | Волховский фронт                                           | 54-я армия        | -      | -       | -          |
| 01.11.1942 года | Волховский фронт                                           | 54-я армия        | -      | -       | -          |
| 01.12.1942 года | Волховский фронт                                           | 54-я армия        | -      | -       | -          |
| 01.01.1943 года | Волховский фронт                                           | -                 | -      | -       | -          |
| 01.02.1943 года | Волховский фронт                                           | 2-я ударная армия | -      | -       | -          |
| 01.03.1943 года | Ленинградский фронт                                        | 2-я ударная армия | -      | -       | -          |
| 01.04.1943 года | Волховский фронт                                           | 2-я ударная армия | -      | -       | -          |
| 01.05.1943 года | Ленинградский фронт                                        | 2-я ударная армия | -      | -       | -          |
| 01.06.1943 года | Ленинградский фронт                                        | 2-я ударная армия | -      | -       | -          |
| 01.07.1943 года | Ленинградский фронт                                        | 2-я ударная армия | -      | -       | -          |
| 01.08.1943 года | Ленинградский фронт                                        | 67-я армия        | -      | -       | -          |
| 01.09.1943 года | Ленинградский фронт                                        | 67-я армия        | -      | -       | -          |
| 01.10.1943 года | Ленинградский фронт                                        | 67-я армия        | -      | -       | -          |
| 01.11.1943 года | Ленинградский фронт                                        | 67-я армия        | -      | -       | -          |
| 01.12.1943 года | Ленинградский фронт                                        | 67-я армия        | -      | -       | -          |
| 01.01.1944 года | Ленинградский фронт                                        | 67-я армия        | -      | -       | -          |
| 01.02.1944 года | Ленинградский фронт                                        | 67-я армия        | -      | -       | -          |
| 01.03.1944 года | Ленинградский фронт                                        | 67-я армия        | -      | -       | -          |
| 01.04.1944 года | Ленинградский фронт                                        | -                 | -      | -       | -          |
| 01.05.1944 года | Ленинградский фронт                                        | -                 | -      | -       | -          |
| 01.06.1944 года | Ленинградский фронт                                        | 23-я армия        | -      | -       | -          |
| 01.07.1944 года | Ленинградский фронт                                        | 23-я армия        | -      | -       | -          |
| 01.08.1944 года | Ленинградский фронт                                        | 23-я армия        | -      | -       | -          |
| 01.09.1944 года | Ленинградский фронт                                        | 23-я армия        | -      | -       | -          |
| 01.10.1944 года | Ленинградский фронт                                        | -                 | -      | -       | -          |
| 01.11.1944 года | Ленинградский фронт                                        | 23-я армия        | -      | -       | -          |
| 01.12.1944 года | Ленинградский фронт                                        | 23-я армия        | -      | -       | -          |
| 01.01.1945 года | Ленинградский фронт                                        | 23-я армия        | -      | -       | -          |
| 01.02.1945 года | Ленинградский фронт                                        | 23-я армия        | -      | -       | -          |
| 01.03.1945 года | Ленинградский фронт                                        | 23-я армия        | -      | -       | -          |
| 01.04.1945 года | Ленинградский фронт                                        | 23-я армия        | -      | -       | -          |
| 01.05.1945 года | Ленинградский фронт                                        | 23-я армия        | -      | -       | -          |

## Командиры
- подполковник Дубровин В. Н.
- подполковник Семёнов Евгений Фёдорович
- майор Иванов Василий Иванович (до 13 мая 1945)

## Награды и наименования
| Награда      | Дата       | За что получена               |
| ------------ | ---------- | ----------------------------- |
| «Выборгский» | 02.07.1944 | За отличия при взятии Выборга |